# Inherence
Inherentní (z lat. in-, v a haereo, vězet v něčem) znamená bytostně daný, neoddělitelný, neodmyslitelný. Charakterizuje atributy věcí, jež nejsou přidané a nahodilé, nýbrž plynou ze samé povahy příslušné věci. Tak je pro Sókrata inherentní, že je člověk, muž a Athéňan, kdežto jeho věk postavení nebo zdraví jsou nahodilé a mohly by být i jiné, aniž by kvůli tomu Sókratés přestal být Sókratem.
Empedoklés soudil, že vlastnosti věcí plynou z vlastností živlů, z nichž se daná věc skládá. Podobně mluví i Platón v Timaiu, dodává však, že věc utváří její eidos, idea, jakožto aktivní princip; věc je sama sebou díky tomu, že se podílí na této ideji. Sókratés se podílí na ideji člověka, muže a Athéňana.
Podle Kanta pokud atributům věci (akcidentům) přisuzujeme reálné bytí, je to inherence, kdežto o bytí jejich nositele, podstaty či substance, užíváme pojem subsistence.
Představa inherence je důležitá v řadě různých oblastí.
- Psychologie hovoří o inherentních, tj. podstatných, neodmyslitelných rysech určité osoby.

- Moderní koncept lidských práv zdůrazňuje, že tato práva jsou člověku inherentní, že mu nejsou nikým udělena a nemohou mu být tudíž ani nikým odebrána či zrušena.

- Inherentní bezpečnost technických zařízení, například jaderného reaktoru je míra bezpečí nebo naopak rizika, která plyne ze samé fyzikální podstaty reaktoru, na rozdíl od přidané bezpečnosti, kterou zajišťují řídící prvky, čidla a zpětné vazby. Tlakovodní reaktor má podstatně vyšší inherentní bezpečnost, protože při zvýšení teploty se jeho účinnost snižuje, na rozdíl od reaktoru grafitového (Černobyl), jehož účinnost s teplotou roste.

- Problém inherentní samohlásky vzniká v souvislosti se slabikovým písmem například v indických jazycích, kde znak pro souhlásku vždycky už s sebou nese následující samohlásku. Pokud tam má být jiná nebo žádná, musí se inherentní vokál výslovně rušit.